# Druschba Maikop

Altes Logo von FK Druschba

Der FK Druschba Maikop (russisch ФК «Дружба» Майкоп) ist ein russischer Fußballverein aus Maikop, der Hauptstadt der russischen Teilrepublik Adygeja. Der Verein wurde im Jahr 1963 gegründet und spielt heute in der 2. Liga Division B, der vierthöchsten Spielklasse Russlands.

## Geschichte
Der 1963 gegründete Verein spielte während der Zeit der Sowjetunion hauptsächlich in der dritten sowjetischen Liga. Unmittelbar nach der Auflösung der Sowjetunion startete der Klub in der nun neugegründeten zweithöchsten russischen Spielklasse. In dieser Zeit wurden außerdem zahlreiche Spieler aus dem zerfallenen Club Dinamo Suchum aufgenommen, darunter etwa Ruslan Adschindschal oder Gennadi Timofejew. Der größte Erfolg des Vereins war das Erreichen des Halbfinales beim russischen Fußballpokal 1992/93. 
1998 musste man den Abstieg in die Dritte Liga antreten, wo man bis heute spielt.

## Spieler
- Ruslan Alexejewitsch Adschindschal (1992–1993)
- Gennadi Gennadjewitsch Timofejew (1992–1994)
- Tamasi Wachtangowitsch Jenik (1992–1998, 2002)
- Beslan Wladimirowitsch Gublija (1998–2000)